# Бааба Маал
Бааба Маал (род. 13 июня 1953) — сенегальский певец и гитарист из Подора. Помимо акустической гитары, использует перкуссию. Исполняет песни на языке фула, занимается продвижением традиций фульбе. В 2003 году стал эмиссаром Программы развития ООН.

## Дискография

### Альбомы
- 1989 — Djam Leelii (with Mansour Seck) — Mango Records
- 1991 — Baayo (with Mansour Seck) — Mango
- 1992 — Lam Toro — Mango
- 1994 — Wango — Syllart
- 1994 — Firin' in Fouta — Mango
- 1995 — Gorel — 4th & Broadway
- 1997 — Taara — Melodie
- 1998 — Nomad Soul — Import
- 1998 — Djam Leelii: The Adventurers — Yoff Productions
- 2000 — Jombaajo — Sonodisc
- 2001 — Missing You (Mi Yeewnii) — Palm
- 2003 — The Best of the Early Years (compilation) — Wrasse
- 2005 — Palm World Voices: Baaba Maal (compilation) — Palm
- 2008 — On The Road (compilation) — Palm
- 2009 — Television — Palm
- 2016 — The Traveller — Palm / Marathon Artists

### Приглашенный артист
- 1989 — Passion — Sources- Real World Records
- 1999 — Unwired: Acoustic Music from Around the World — World Music Network
- 2013 — The Rough Guide to the Music of Senegal — World Music Network
- 2009 — Television with Brazilian Girls — Palm
- 2016 — Johannesburg with Mumford and Sons — Glassnote Entertainment Group